# Curimatopsis evelynae
Curimatopsis evelynae is een straalvinnige vissensoort uit de familie van de brede zalmen (Curimatidae). De wetenschappelijke naam van de soort is voor het eerst geldig gepubliceerd in 1964 door Géry.